# Middletown (Nowy Jork)
Middletown – miasto (city) w hrabstwie Orange, w południowo-wschodniej części stanu Nowy Jork, w Stanach Zjednoczonych. W 2013 roku miasto liczyło 27 783 mieszkańców. 
Osada założona została w 1756 roku. Nazwa Middletown (ang. middle – środek, town – miasto) nawiązuje do położenia miejscowości w połowie drogi pomiędzy rzeką Delaware na zachodzie i Hudson na wschodzie. Oficjalne założenie miejscowości nastąpiło w 1848 roku, a w 1888 roku otrzymała ona prawa miejskie.
W mieście swoją siedzibę ma uczelnia Orange County Community College (zał. 1950).
Na południe od miasta przebiega autostrada międzystanowa nr 84.